# Seregno Foot-Ball Club 1971-1972
Questa voce raccoglie le informazioni riguardanti il Seregno Foot-Ball Club nelle competizioni ufficiali della stagione 1971-1972.

## Rosa
| N. |                   | Ruolo | Calciatore            |
| -- | ----------------- | ----- | --------------------- |
|    | Italia (bandiera) | C     | Gian Angelo Arienti   |
|    | Italia (bandiera) | A     | Walter Arienti        |
|    | Italia (bandiera) | P     | Giancarlo Battistini  |
|    | Italia (bandiera) | D     | Angelo Bonomini       |
|    | Italia (bandiera) | C     | Luigi Cappelletti     |
|    | Italia (bandiera) | C     | Claudio Colzani       |
|    | Italia (bandiera) | D     | Pasquale Corbetta     |
|    | Italia (bandiera) | A     | Pier Giorgio Corno    |
|    | Italia (bandiera) | D     | Roberto Dorini        |
|    | Italia (bandiera) | D     | Gianbattista Ferrerio |
|    | Italia (bandiera) | A     | Giovanni Guzzabocca   |

| N. |                   | Ruolo | Calciatore         |
| -- | ----------------- | ----- | ------------------ |
|    | Italia (bandiera) | D     | Claudio Longo      |
|    | Italia (bandiera) | P     | Poerio Mascella    |
|    | Italia (bandiera) | A     | Giuseppe Mazzoleri |
|    | Italia (bandiera) | C     | Valerio Pavesi     |
|    | Italia (bandiera) | A     | Giovanni Pedroni   |
|    | Italia (bandiera) | C     | Giampietro Pozzoli |
|    | Italia (bandiera) | C     | Giancarlo Rizzi    |
|    | Italia (bandiera) | D     | Luciano Rizzi      |
|    | Italia (bandiera) | D     | Roberto Santi      |
|    | Italia (bandiera) | P     | Carlo Spreafico    |
|    | Italia (bandiera) |       | Zardoni            |